# Edgar & Emma
«EDGAR & EMMA» («Эдгар и Эмма») — украинский поп-дуэт, основанный в 2018 году. В состав входят: EDGAR (Эдгар Тер-Акопян) и EMMA (Эмира Хамза).

## История
Музыканты познакомились осенью 2017 года на одном из международных кастингов. На тот момент Эдгар выступал, как сольный артист — Edgar Ti, а Эмма была в трио «Хамза» со своими братьями. В декабре того же года артисты решают записать совместный трек, как Edgar Ti feat Emma.
Уже в январе 2018 года выходит их первая совместная работа — трек «Тебя мало». Песня быстро набирает популярность на YouTube и других цифровых площадках. Вскоре «Тебя мало» попадает в горячую ротацию ко многим топовым радиостанциям Украины и СНГ. Это становится хорошей мотивацией для создание дуэта.
В августе 2018 Эдгар Тер-Акопян и Эмира Хамза запускают новый музыкальный проект — дуэт EDGAR & EMMA; начинают активно работать над материалом и созданием дебютного видео на песню «Тебя мало».
4 октября 2018 клип был представлен на первом музыкальном телеканале Украины M1, после чего видеоработа попадает на все топовые музыкальные каналы, а песня получает ещё больше популярность на радиостанциях СНГ и в Сети Интернет. Клип на эту песню за несколько месяцев набрал на YouTube один миллион просмотров
В этот же период украинский музыкальный телеканал M1 включает дуэт EDGAR & EMMA в список номинанотов «M1 Music Awards» сезона «Осень» по двум номинациям «Прорыв осени» и «Проект осени» с треком «Тебя мало». Дуэт много выступает с гастролями по всей Украине. В частности в Одессе, Днепре и Киеве. EDGAR & EMMA становятся приглашенными артистами на сольный концерт Alekseev в клубе Atlas.
В январе 2019 года музыканты выпускают второе видео на песню «Побудь со мной», которое также презентуют на телеканале M1 и других музыкальных телеканал страны.
28 февраля 2019 года музыканты презентуют свой трек «Тебя мало» на Большой Весенний Концерт от Русского Радио Украина, где выступают артисты, чьи песни были в горячих ротациях и топ чартах радиостанции.
В июле 2019 года артисты презентуют сразу два концептуальных трека «Польностью моя» и «Секс- Мохито». Идея заключалась в том, что один трек дневной, а второй ночной.
В декабре 2019 EDGAR & EMMA представили первый украиноязычный трек «Мамо, я п’яна».

## Состав группы

### EDGAR
Эдгар Алексанович Тер-Акопян (Edgar Ti) родился 9 марта 1989 года в городе Ереван, Армения. С раннего детства занимался танцами, участвовал в соревнованиях и турнирах. Творческую карьеру начал в кино и телевизионных шоу. Снимался в молодёжном сериале «Как закалялся стайл» на украинском телеканале НЛО TV вместе с популярным украинским актёром и хип хоп-музыкантом Yarmak. Также снимался в Интернет-сериале «Новая Полиция» для юмористической студии Мамахохотала и принимал участие в стендап-шоу студии. Играл в нескольких эпизодах реалити-шоу «Стажеры» на телеканале СТБ. Был участником реалити-шоу на Новом канале «Герои и Любовники».
В 2014 году записал свой дебютный трек «I know you», а уже через год презентовал свой первый EP.

### EMMA
Эмира Набилевна Хамза (EMMA) родилась 22 мая 1999 года в Киеве в грузино-арабской семье. С детства занималась вокалом и музыкой, а также участвовала в различных талант шоу. В 14 лет начинала записывать сольные песни и принимать участие во многих проектах на ТВ. В 2015 году вместе со своими братьями участвует в шоу Україна має талант, также в этом году семейное трио «Black Jam» пробует свои силы в музыкальном телешоу Х-Фактор, но к сожалению не проходит. Уже через год трио меняет название на «Хамза» и снова демонстрируют свой талант на сцене музыкального телешоу Х-Фактор с треком «Make UP» The Hardkiss. Выступление артистов сорвало овации, ребята получают четыре «ДА» и попадают в проект. Видео выступление на YouTube собрало больше 6 миллионов просмотров. Сразу после проекта трио «Хамза» презентуют свой дебютный клип Underground, и запускают Интернет-сериал «MESS. Беспредел», где EMMA играет главную роль, а также выступает автором идеи, сценария и режиссёром.

## Синглы
| Год  | Сингл            | Альбом |
| ---- | ---------------- | ------ |
| 2018 | «Тебя мало»      |        |
| 2018 | «Побудь со мной» |        |
| 2019 | «Сахар»          |        |
| 2019 | «Полностью моя»  |        |
| 2019 | «Секс-Мохито»    |        |
| 2019 | «Мамо, я п’яна»  |        |
| 2020 | «FOBIA»          |        |

## Видеография
| Год  | Клип             | Режиссёр       | Альбом |
| ---- | ---------------- | -------------- | ------ |
| 2018 | «Тебя мало»      | Лукин Радислав |        |
| 2019 | «Побудь со мной» | Лукин Радислав |        |

## Награды
- 2018 год — номинация «M1 Music Awards» сезона «Осень» по двум номинациям «Прорыв осени» и «Проект осени» с треком «Тебя мало».
- 2019 год — первое место TOP 10 DANCE на Kiss Fm Украина (Remix на песню «Тебя мало»).
- 2019 год — топ 20 песен осени в Shazam Ukraine
- 2019 год — клип недели на музыкальном телеканале Украины М2